# Protestas en Albania de 2011
Las protestas en Albania de 2011 (también conocidas como evento del 21 de enero) fueron una serie de protestas contra el gobierno en ciudades alrededor de Albania luego de 18 meses de conflicto político por un presunto fraude electoral contra la oposición. Apareció un video que mostraba al vice primer ministro arreglando un trato corrupto con el ministro de Economía. La protesta pública por el video resultó en la renuncia del vice primer ministro. Los partidos parlamentarios de oposición, que incluyen al Partido Socialista y al Partido Unidad por los Derechos Humanos, convocaron una manifestación. Fueron convocados el 21 de enero para protestar por la presunta corrupción del gobierno albanés, así como por el desempleo y la pobreza generalizados en el país.
El 21 de enero, una protesta en Tirana provocó la muerte de tres manifestantes a manos de la Guardia Republicana durante una manifestación frente a la oficina del primer ministro Sali Berisha. Una cuarta persona murió varios días después en un hospital de Ankara, Turquía.

## Antecedentes
Edi Rama ha sido parte de la política albanesa desde 1998 y Paskal Milo ha estado en la política albanesa desde 1991. Sali Berisha ha estado en la política albanesa desde 1990. Skënder Gjinushi ha estado en la política albanesa durante 24 años.

### Denuncias de fraude electoral
El Partido Socialista, el mayor partido de oposición en ese momento, alegó que las elecciones parlamentarias de junio de 2009 no fueron libres ni justas. Cuando el líder del Partido Demócrata Sali Berisha no pudo formar un gobierno con sus propios socios de coalición, estableció otra coalición con la LSI. Este acuerdo galvanizó aún más a la oposición y el Partido Socialista lideró 18 meses de continuas protestas contra el gobierno. Berisha también pospuso continuamente la apertura de las urnas para un recuento. Al final, las papeletas fueron quemadas por la comisión electoral albanesa . 
La coalición gobernante quería que un Comité de Investigación Parlamentario examinara las elecciones, pero el Partido Socialista se opuso a la medida. Luego organizaron una huelga de hambre de 21 días en el bulevar principal de Tirana. Sin embargo, la huelga de hambre se vio envuelta en una controversia cuando surgieron imágenes de los huelguistas comiendo. A principios de enero se quemaron las urnas de las elecciones de junio de 2009, mientras que otros materiales electorales fueron sellados durante 25 años, imposibilitando legalmente una investigación.

### Reclamos de la oposición
El 11 de enero se mostró a Ilir Meta, presidente de LSI, presionando a uno de los ministros del gobierno y finalizando una serie de acuerdos económicos de manera informal.  Meta obligó al Ministro a cancelar un trato entre un contratista y el Ministerio y a hacer un nuevo trato con nuevos términos con otra persona relacionada con los intereses económicos de Meta. Además, obligó al ministro a contratar a dos personas para puestos de nivel medio en el gobierno y finalmente pidió otro favor en un acuerdo que involucraba una central hidroeléctrica. Meta mencionó que el beneficio para el ministro de Economía rondaría los 700 000 euros en una de las operaciones y el 7% del valor de la inversión en la otra, no se mencionó su beneficio personal.  El FBI estadounidense examinó la computadora portátil de Dritan Prifti y descubrió que él era la persona que aceptó los sobornos.
La supuesta corrupción de Meta nunca se había transmitido a niveles tan altos de gobierno en Albania. LSI y Meta inicialmente rechazaron el video, alegando que era falso y poco claro. Meta, sin embargo, renunció al parlamento tres días después, quitando así su inmunidad parlamentaria. Dijo que estaba dispuesto a cooperar con la Fiscalía General en su investigación. El 12 de febrero se le retiró la inmunidad.

## Manifestaciones de la oposición

### 21 de enero
Según la policía y los medios de comunicación internacionales, se estima que 20 000 personas asistieron a una manifestación contra el gobierno en Tirana, pero la oposición afirmó que había alrededor de 200 000 manifestantes. El gran número de policías, junto con las continuas provocaciones y el aumento de las tensiones políticas durante la semana anterior a la manifestación, fueron factores importantes en el desarrollo de la protesta. Los cánticos antigubernamentales fueron seguidos por enfrentamientos con un grupo de alrededor de 600 manifestantes que arrojaron paraguas a la policía antidisturbios. Cuando un grupo de 600 manifestantes comenzó a arrojar piedras y cócteles Molotov la policía reaccionó con gas lacrimógeno y porras.
Los enfrentamientos continuaron durante dos horas hasta que las fuerzas policiales y la Guardia Republicana comenzaron a disparar balas al aire en un intento de ahuyentar a los manifestantes. En algún momento se utilizó fuego real contra los manifestantes en la multitud, matando a tres manifestantes en el lugar e hiriendo a otro que murió después de una semana de coma. Después de que los manifestantes comenzaron a huir de la plaza principal, cientos fueron detenidos por policías vestidos de civil y por antidisturbios. Los partidos de oposición consideraron el tiroteo "extremo e injustificado".
Berisha negó que hubiera una orden específica para disparar a los manifestantes, pero confirmó que fue la Guardia Republicana quien perpetró el tiroteo. Sin embargo, la Constitución de Albania y su Código Penal permiten a la Guardia Republicana herir de manera no fatal a las personas que intentan ingresar a cualquier institución gubernamental.
El Partido Socialista Albanés afirmó que los antecedentes y las razones que provocaron la escalada de esta protesta pacífica en Tirana, aunque similar a la situación en Túnez, eran muy diferentes. El líder de la oposición, Edi Rama, dijo: "La gente protestó por una Albania mejor y perdió la vida por una Albania con la que nos vemos obligados a vivir pero que definitivamente cambiaremos".

### 28 de enero
El 28 de enero se celebró en el mismo bulevar una manifestación no violenta en forma de homenaje a las tres víctimas del 21 de enero. La manifestación consistió en colocar flores donde los 3 individuos fueron asesinados y encender velas en su memoria. A pesar de los continuos llamamientos del partido gobernante y de diversas instituciones y representantes internacionales para suspender la manifestación por el peligro de que se repita la violencia, la protesta se desarrolló sin signos de violencia. Las estimaciones de asistencia para la segunda manifestación fueron incluso superiores a las del 21 de enero.

### 4 de febrero
La oposición organizó manifestaciones simultáneas en cuatro ciudades: Tirana, Vlora, Korça y Lezha, aunque no se informó de provocaciones ni señales de violencia. Los manifestantes evitaron marchar frente a la Oficina del primer ministro donde ocurrieron los asesinatos el 21 de enero para evitar la posibilidad de que se repitiera la violencia. La policía afirmó que 3000 personas marcharon en Tirana, 3500 en Vlora, 2000 en Korça y 600 en Lezha. Sin embargo, el Partido Socialista afirmó que 40 000 personas marcharon en Tirana, 30 000 en Vlora, 20 000 en Korça y 10 000 en Lezha. La oposición prometió continuar las manifestaciones semanales en Albania.

## Acusaciones de golpe de Estado
Sali Berisha declaró el 21 de enero que los tres manifestantes que murieron durante la manifestación de la oposición fueron asesinados por otros manifestantes en un intento de crear víctimas y, finalmente, iniciar un golpe de Estado contra su gobierno. El 22 de enero, solo 24 horas después de su primera declaración, afirmó que fueron fusilados pero por la Guardia Republicana. Sin embargo, sus acusaciones de golpe de Estado no cambiaron. Berisha continuó afirmando que varias instituciones independientes, incluida la mayor parte del poder judicial, los servicios de inteligencia y el presidente, fueron parte del golpe.
Los fiscales albaneses emitieron inmediatamente órdenes de arresto contra seis miembros de la Guardia Republicana por las tres muertes. Berisha afirmó que las órdenes de arresto eran ilegales y ordenó a la policía estatal que no las ejecutara. A pesar de esto, los seis fueron arrestados; sin embargo, tres de los guardias acusados fueron puestos en libertad por el fiscal. El expresidente Alfred Moisiu y otros políticos instaron a Berisha a dejar de violar la independencia de las instituciones constitucionales como la Fiscalía General, los Servicios de Inteligencia Nacional y el presidente de Albania.
Berisha finalmente declaró que contrarrestaría los efectos del supuesto golpe de Estado contratando a Lady Gaga para actuar en Albania durante el verano.

## Reacciones

### Nacionales
El Partido Demócrata afirmó que la oposición pagó a muchos manifestantes para protestar.

### Internacionales
Las principales embajadas en Tirana pidieron paz y calma sin comentar las acciones del gobierno durante las protestas del 21 de enero. Además, solo hubo una reacción marginal al ataque continuo a las instituciones independientes por parte del ejecutivo representado por Berisha en Albania. La comunidad diplomática pidió a la oposición que cancele su protesta pacífica para preservar el statu quo y evitar cualquier posibilidad de enfrentamientos violentos.

### Organizaciones no gubernamentales
- Human Rights Watch dijo que Berisha no debería interferir con la investigación criminal sobre el tiroteo fatal de los tres manifestantes antigubernamentales.[24]